# Seleção Zimbabuana de Rugby Union
A Seleção Zimbabuana de Rugby Union, conhecidos como Sables, é a equipe que representa o Zimbábue em competições internacionais de Rugby Union.

## História
Sua primeira partida deu-se em 1910, ainda como a seleção da Rodésia do Sul, a colônia britânica que deu origem ao país atual. O adversário foi justamente os British Lions, a seleção da metrópole, a Grã-Bretanha.
Os Sables, como são conhecidos seus jogadores, foram os primeiros africanos a disputarem uma Copa do Mundo, figurando nas duas primeiras edições. Em ambas, caíram na primeira fase após perderem todos os seus jogos.
A seleção encontra-se em declínio, por conta de menor popularidade do rugby union entre os negros do país; apenas em 1986, seis anos após o fim do regime de segregação racial que vigorava na então Rodésia, é que a equipe, dominada pela decrescente população branca, contou com seu primeiro negro, Richard Tsimba. O mais famoso branco, na atualidade, é David Pocock, que, porém, compete pela Austrália.
Apesar da decadência, o Zimbábue pertence ao seleto grupo de seis seleções que já venceram a poderosa Nova Zelândia (em 1949, por 10-8, seguido de empate em 3-3).

## Títulos
- Copa da África de Rugby (1): 2012

## Desempenho em Copas do Mundo
| Ano  | Desempenho    | Jogos | Vitória | Empate | Derrota                |
| ---- | ------------- | ----- | ------- | ------ | ---------------------- |
| 1987 | Primeira fase | 3     |         |        | Romênia Escócia França |
| 1991 | Primeira fase | 3     |         |        | Irlanda Escócia Japão  |